# Хансен, Петер (ООН)
Петер Хансен (дат. Peter Hansen) (род. 2 июня 1941, Ольборг, Дания) — заместитель Генерального секретаря ООН, глава «Ближневосточного агентства ООН для помощи палестинским беженцам и организации работ» (UNRWA) с 1996 по 2005 годы.
Срок пребывания Хансена на его должностях в ООН не был продлен генсеком ООН Кофи Аннаном в 2005 году, после сильной критики в адрес Хансена со стороны ряда стран и организаций.

## Биография
После окончания в 1966 году университета в Орхусе и получения степени доктора  по специальности «политология», Хансен работал в том же университете ассистентом профессора в области международных отношений.
В 1978 году Хансен был назначен помощником главы «Комитета ООН по программе и координации» при Генеральной Ассамблее ООН и «экономического и социального совета по вопросам планирования, программ и координации». С 1985 по 1992 гг. руководил «Центром ООН по транснациональным компаниям». В марте 1994 года был назначен заместителем Генерального секретаря ООН по гуманитарным вопросам и «Координатором ООН по вопросам оказания помощи в чрезвычайных ситуациях». C 1996 по 2005 годы — заместитель Генерального секретаря ООН, глава «Ближневосточного агентства ООН для помощи палестинским беженцам и организации работ» (UNRWA).

## Критика
Деятельность Хансена на постах заместителя генсека ООН и руководителя UNRWA подвергалась критике со стороны ряда стран и организаций как за его проарабскую, по их мнению, позицию в Арабо-израильском конфликте, так и за неэффективную работу на занимаемых им постах.
Ряд источников считает, что деятельность UNRWA неэффективна и способствует сохранению нынешнего состояния беженцев, а не уменьшению их количества.
Агентство также подвергалось критике за то, что его сотрудники или связаны с террористическими организациями через профсоюзные и другие организации, или напрямую замешаны в террористической деятельности
В 2002 году, после боев в Дженине, Израиль заявил протест «против включения в делегацию ООН для проведения инспекции в лагере беженцев в Дженине руководителя UNRWA, приводившего данные о «гибели 400 мирных жителей»
), вместе с Верховновным комиссаром ООН по правам человека Мэри Робинсон и спецкоординатором ООН на Ближнем Востоке Терье Ред-Ларсеном, поскольку «все вышеперечисленные лица ранее выступали с резкой критикой военной операции на Западном берегу Иордана, а также давали неверную оценку ситуации вокруг лагеря беженцев в Дженине».
Согласно Давиду Бэдину, на выборах, которые состоялись в лагерях беженцев в июне 2003 года, 
ХАМАС взял под свой контроль профсоюзные объединения работников UNRWA. […] работники в сферах просвещения, технического обслуживания и народных комиссий, которые получают зарплаты от ООН при прямом финансировании западных государств, в большинстве своем люди ХАМАСа.  

ХАМАС открыто использует территорию школ лагерей беженцев, чтобы тренировать террористические группы и обстреливать ракетами “Кассам” израильские населенные пункты. Руководство UNRWA не отрицает официальное присутствие ХАМАСа среди получающих зарплату от ООН. 
В 2004 году министерство финансов США выявило приема агентством пожертвований от групп, поддерживающих международный терроризм.
В октябре 2004 года Израиль потребовал отставки Хансена, обвинив его в «последовательной и нескрываемой антиизраильской позиции». Последней каплей для израильтян стало использование «автомобилей с опознавательным знаком ООН террористами ХАМАС для перевозки ракет Кассам». 
Газета Хаарец приводит также случаи «подтасовки фактов» со стороны Хансена :
- в докладе ООН Хансен «сильно завысил число зданий, разрушенных ЦАХАЛом в ходе контртеррористической операции в Рафияхе»
- «… эвакуировав однажды сотрудников миссии ООН из Газы, Хансен заявил, что сделал это из-за угроз Израиля. Однако позднее выяснилось, что персонал покинул сектор из страха перед вооруженными столкновениями между палестинскими группировками».

В 2004 году, после того, как Хансен заявил, что
- «Я уверен, чтo среди служащиx aгентствa (UNRWA) есть члены „Хамaca“, и я не рaссмaтриваю этo как преступление... мы не зaнимаемся политическим фильтрованием и не исключаем людей с теми или иными убеждениями...» [12][17],

высокопоставленные канадские источники намекнули, что Канада может взвесить «полное прекращение помощи агентству».
В результате, генсек ООН Кофи Аннан не стал продлевать полномочий Хансена, и в начале 2005 года тот был вынужден  покинуть свой пост.. При этом, Аннан высоко оценил заслуги  Хансена.
Уже практически сдавая дела на посту директора UNRWA, Хансен в очередной раз необоснованно обвинил Израиль в убийстве десятилетней девочки в Рафиаха. Позже оказалось, что она погибла от рук жителя Газы.